# Харсеев, Михаил Илларионович
Михаил Илларионович Харсеев (1931 — 1993) — советский и российский нефтяник. Герой Социалистического Труда.

## Биография
Родился в 1931 году. Избирался депутатом Совета Союза ВС СССР 8 созыва от Ставропольского края. Член КПСС.
Работал буровым мастером конторы разведочного бурения № 6 треста «Ставропольбурнефть» объединения «Ставропольнефтегаз» Министерства нефтедобывающей промышленности СССР.

## Награды и премии
- Герой Социалистического Труда (1966)
- Государственная премия СССР (1979) — за высокую эффективность и качество работы при добыче угля и нефти